# روابط فلسطین و کویت
روابط کویت و فلسطین به روابط خارجی میان کویت و دولت فلسطین اشاره دارد.
کویت از تشکیل کشور مستقل فلسطین از طریق یک راه‌حل دوکشوری حمایت می‌کند. این کشور اعلام کرده‌است که تا زمان تشکیل کشور مستقل فلسطین، اسرائیل را به رسمیت نخواهد شناخت.

## تاریخچه
پس از نکبت، فلسطینی‌ها برای کار به کویت مهاجرت کردند. این مهاجرت پس از آن‌که کویت الزامات دریافت ویزا برای اردنی‌ها را برداشت، آسان‌تر شد. پس از جنگ شش‌روزه که اسرائیل غزه و کرانه باختری به‌همراه سینا و بلندی‌های جولان را اشغال کرد، شمار فلسطینی‌هایی که به کویت مهاجرت کردند افزایش یافت. در فاصله سال‌های ۱۹۶۷ تا ۱۹۶۹، ۶۰ درصد معلمان در کویت فلسطینی بودند. کویت سامانه «کفاله» را معرفی کرد که حقوق شهروندان غیرکویتی را محدود کرده و یک کویتی را مسئول هر فرد غیرکویتی می‌دانست. کویت، ثبت‌نام افراد غیرکویتی در نهادهای آموزشی را به ۱۰ درصد محدود کرد اما به سازمان آزادی‌بخش فلسطین اجازه داد تا برای فلسطینی‌ها مدرسه دایر کند. سازمان آزادی‌بخش فلسطین تلاش کرد تا از افزایش نفوذ سازمان‌های تندرو، مانند جبهه خلق برای آزادی فلسطین، در میان جامعه فلسطینیان کویت جلوگیری کند. سازمان آزادی‌بخش فلسطین، پنج درصد از حقوق فلسطینی‌ها را به‌عنوان مالیات برای صندوق ملی فلسطین که زیر نظر فتح اداره می‌شد، برداشت می‌کرد.
در سال ۱۹۷۶، کویت مدارس وابسته به سازمان آزادی‌بخش فلسطین را بست که باعث افزایش ازدحام در مدارس دولتی شد. کویت قوانینی وضع کرد که مهاجران را ملزم می‌کرد فرزندان خود را به مدارس خصوصی بفرستند. در سال ۱۹۸۶، از میان ۲۷۶ کرسی ویژه خارجی‌ها در دانشگاه کویت، ۲۰۰ کرسی به فلسطینی‌ها اختصاص یافت. دولت کویت روند افزایش شمار کویتی‌ها در حوزه آموزش و بوروکراسی و کاهش تعداد فلسطینی‌ها را آغاز کرد.

### اخراج فلسطینی‌ها پس از جنگ خلیج فارس
در جریان جنگ خلیج فارس، سازمان آزادی‌بخش فلسطین و یاسر عرفات از صدام حسین، رهبر عراق، حمایت کردند که به روابط با کویت آسیب رساند. فلسطینی‌ها بر این باور بودند که حمایت از عراق بهترین راه برای تشکیل کشور مستقل فلسطین خواهد بود، چرا که صدام پیش از حمله، وعده مقابله با اسرائیل را داده بود. دفتر سازمان آزادی‌بخش فلسطین در کویت با حمله مخالف بود اما دفتر این سازمان در بغداد و اردن از آن حمایت کردند. «رفیق شفیق قبلاوی»، از مقام‌های سازمان آزادی‌بخش فلسطین در کویت، به‌دست نیروهای عراقی به‌خاطر مخالفت با اشغال ترور شد. با این‌حال، تصویر فلسطینی‌ها در کویت پس از آن‌که صدام حسین از جبهه آزادی‌بخش عرب و جبهه آزادی‌بخش فلسطین (شاخه ابوعباس) برای اشغال کویت استفاده کرد، به‌شکل برگشت‌ناپذیری آسیب دید. ۷۰ درصد فلسطینی‌های ساکن کویت از کار دست کشیدند، اما ۳۰ درصد به کار ادامه دادند. اگرچه فلسطینی‌ها در جریان جنگ به کویتی‌ها کمک کردند، از جمله در مراقبت از مجروحان و توزیع کمک‌ها، اما شمار زیادی از کویتی‌ها همچنان فلسطینی‌ها را بابت حمایت سازمان آزادی‌بخش فلسطین از عراق مقصر می‌دانستند.
فلسطینی‌هایی که در دوران جنگ در کویت زندگی می‌کردند، به دلیل توافق یاسر عرفات با صدام حسین با مجازات جمعی روبه‌رو شدند، در حالی که بسیاری از آن‌ها با موضع سازمان آزادی‌بخش فلسطین مخالف بودند. پس از آن‌که ایالات متحده نیروهای عراقی را از کویت بیرون راند، صدها جوان فلسطینی توسط مقاومت کویت کشته یا شکنجه شدند. فلسطینی‌ها قربانی بازداشت‌های خودسرانه شدند که بخشی از تبعیض علیه جامعه فلسطینی بود. فلسطینی‌ها از مشاغل دولتی اخراج و از مؤسسات آموزشی اخراج شدند. در مجموع، کویت فلسطینی‌های ساکن کشور را اخراج کرد؛ رویدادی که به‌عنوان خروج فلسطینیان از کویت شناخته می‌شود. جمعیت فلسطینی‌ها از ۴۰۰ هزار نفر به ۲۰ هزار نفر کاهش یافت. کویت همچنین سفارت فلسطین را تعطیل کرد.

### عذرخواهی و احیای روابط
در سال ۲۰۰۴، محمود عباس به‌طور رسمی از کویت بابت حمایت از عراق در جریان جنگ خلیج فارس عذرخواهی کرد. پیش‌تر، الطیب عبدالرحیم از عذرخواهی خودداری کرده و گفته بود که کویت فلسطینیان را رنج داده‌است.
در سال ۲۰۱۳، سفارت فلسطین در کویت بازگشایی شد.
سالم عبدالله الجابر الصباح، وزیر امور خارجه کویت، در تاریخ ۳۰ اکتبر ۲۰۲۳ خواستار پایان جنگ غزه، ارسال کمک به فلسطینی‌ها و تأسیس کشور مستقل فلسطینی شد. مجلس ملی کویت درباره جنگ غزه بحث کرد و از اسرائیل و شورای امنیت سازمان ملل متحد انتقاد کرد. کویت اسرائیل را به نقض قوانین بین‌المللی متهم کرد. حماس از مواضع کویت حمایت کرد. کویت مبلغ ۲ میلیون دلار آمریکا به آژانس امداد و کار سازمان ملل برای آوارگان فلسطینی در خاور نزدیک اهدا کرد. ولیعهد کویت، نواف الاحمد الجابر الصباح، اسرائیل را محکوم کرد. در کویت تظاهراتی در حمایت از فلسطینی‌ها برگزار شد.